# Irven Spence
Irven Spence (1909–1995) là một diễn viên lồng tiếng xuất sắc người Mỹ. Ông sinh ngày 24 tháng 4 năm 1909 tại Lincoln, Nebraska. Ông là diễn viên lồng tiếng ở xưởng phim Metro-Goldwyn-Mayer (viết tắt là MGM) cho rất nhiều bộ phim, đặc biệt là Tom and Jerry  Ông lồng tiếng cho rất nhiều nhân vật trong Tom and Jerry.
Ông mất ngày 21 tháng 9 năm 1995 tại Dallas, Texas.